# Weary Willie Steals a Fish
Weary Willie Steals a Fish è un cortometraggio muto del 1908 diretto da Lewin Fitzhamon.

## Trama
Un vagabondo addormentato si abbandona al mondo dei sogni e vive una serie di avventure che mescolano sirene, sottomarini e... poliziotti.

## Produzione
Il film fu prodotto dalla Hepworth.

## Distribuzione
Distribuito dalla Hepworth, il film - un cortometraggio di 175 metri - uscì nelle sale cinematografiche britanniche nel luglio 1908.
Si conoscono pochi dati del film che, prodotto dalla Hepworth, fu distrutto nel 1924 dallo stesso produttore, Cecil M. Hepworth. Fallito, in gravissime difficoltà finanziarie, il produttore pensò in questo modo di poter almeno recuperare il nitrato d'argento della pellicola.